# فيديا (فلسفة)
فيديا أو فِدْيَا أو ڨيديا (بالإنجليزية: Vidya )‏، (بالسنسكريتية: विद्या)‏، يظهر هذا المُصطلح بشكل بارز في جميع النصوص المتعلقة بالفلسفة الهندية - ويعني العلم والتعلم والمعرفة والدراسة. والأهم من ذلك أنها تشير إلى المعرفة السَّليمة، التي لا يمكن نقضها، والمعرفة الحقَّة، وهي المعرفة الذاتية المكتسبة بالحدس. إذ إنَّ الفيديا ليست مجرد معرفة فكرية بسيطة، بل هي معرفة تتطلب فهمًا عميقًا.

## المعنى
تعني كلمة فيديا في المقام الأول "المعرفة السليمة والصحيحة" في أي مجال من مجالات العلوم أو التعلم أو الفلسفة أو أي معرفة واقعية لا يمكن الجدال فيها أو دحضها. جذرها هو vid (السنسكريتية: विम्)، وهو ما يعني "الاستدلال على"، أو العارف، أو الاكتشاف، أو المعرفة، أو الاكتساب، أو الفهم.

## الهندوسية
في الفلسفة الهندوسية، تشير كلمة فيديا إلى معرفة النفس (the soul) أو المعرفة الروحية (spiritual knowledge)؛ وتشير إلى دراسة المدارس الست للفلسفة الهندوسية: نيايا، ويوجا، وفايششيكا، وسامخيا، وبورفاميماماسا، وأوتاراميمامسا. إن الاكتساب الحقيقي للمعرفة حول الذات (أتمان) لا يمكن أن يبدأ إلا بعد استكشاف البرانافيديا (Prānavidya)، أي دراسة التنفس، أو آجنيفيديا (Agnividya)، أي دراسة النار، بشكل كامل في جميع جوانبها المتعددة. يتم ذلك من خلال الفيديا أو الأوباسانا (upasana)، أي التأمل، حتى يحصل الفهم العميق أو الجنانا (jnana). إن الجنانا يظهر بعد أن يتم الانتهاء والتحسين الكامل للفرد من خلال ممارسة هذه المعارف والتأمل. ومن ثم، يتخطى الفرد ما وراء الولادة والموت بعد أن يكون قد أزال بالفعل أواصر الموت.

### الفيدات
خلال الفترة الفيدية، كانت فيديادانا أو الهدية من أجل التعليم تعتبر أفضل الهدايا، وتمتلك فعالية دينية أعلى حتى من هدية الأرض. يأتي فيديا من الجذر vid ("يعرف")؛ وبالتالي فهي تعني المعرفة والعلم والتعلم والتقاليد والعلم والفلسفة. وهناك أربعة فيديات بشكل أساسي:
- ترايي (Trayi- ثلاثية) وهي دراسة الفيدا والنصوص المُلحقة بها؛
- أنويكسكي (Anviksiki) وهو المنطق والميتافيزيقا.
- الدندنيتي (Dandaniti) وهو علم الحكم؛
- فاروم (Varum)، الفنون العملية مثل الزراعة والتجارة والطب وغيرها.

تعطي فيديا البصيرة، في المجال الروحي تؤدي إلى الخلاص، وفي المجال الدنيوي تؤدي إلى التقدم والازدهار. فيديا تنير العقل وتحطم الأوهام وتزيد الذكاء والقوة والكفاءة. تُنمي الفكر وتجعله أكثر صقلاً؛ إنها تُحدث تحولًا كاملاً باعتبارها أصل كل السعادة ومصدرًا للتنوير والقوة. الكلمة، فيديا، لم ترد في الريج فيدا، بل وردت في آثارفافيدا وفي أجزاء براهمانا من ياجورفيدا وفي الأوبانيشاد.

### التانترا الهندوسية
في الهندوسية، الإلهات هي تجسيد لأعمق مستوى من القوة والطاقة. إن مفهوم شاكتي، في أكثر تحديداته تجريدية، يتعلق بالمبدأ النشط للواقع المطلق، أي الجانب الديناميكي - الفعال المُتحرك النشط - للإله. يظهر هذا المفهوم في كينا أوبانيشاد حيث تمنح الإلهة أوما (Umā) براهما فيديا إلى إندرا؛ عندما ترتبط مع شاكتي ومايا، فإنها تجسد قوة الوهم (مايا)، التي تشمل الجهل (أفيديا) والمعرفة (فيديا) وبالتالي يتم تقديمها بشخصية مزدوجة. ووفقًا لساكتاس، مايا هي في الأساس طاقة إيجابية وخلاقة وسحرية للإلهة التي تلد الكون. والمهافيديات العشرة هم مانحون أو تجسيد للمعرفة الدينية المتعالية والمحررة؛ يشير مصطلح فيديا في هذا السياق إلى القوة وجوهر الواقع والمانترات. والأشكال اللطيفة والأمومية للإلهة سري فيديا هي "اليد اليُمنى".